# Les Pirates ! Bons à rien, mauvais en tout
Pour les articles homonymes, voir Pirate (homonymie).
Pour plus de détails, voir Fiche technique et Distribution.
Les Pirates ! Bons à rien, mauvais en tout ou Les Pirates! Bande de nuls au Québec (The Pirates! In an Adventure with Scientists au Royaume-Uni, The Pirates! Band of Misfits aux États-Unis, en Australie et en Nouvelle-Zélande) est un film d'animation de pâte à modeler réalisé par Peter Lord et Jeff Newitt, coproduit par le studio britannique Aardman Animations et le studio américain Sony Pictures Animation, sorti en 2012. Il s'agit d'une libre adaptation cinématographique du roman pour la jeunesse Pirates ! dans une aventure avec les savants (The Pirates! In an Adventure with Scientists), premier tome de la série Les Pirates ! publié en 2004 par l'écrivain britannique Gideon Defoe, qui a également écrit le scénario du film.
Le film se déroule au XIXe siècle, à l'époque victorienne. Le capitaine pirate et son équipage doivent affronter leurs ennemis de toujours, Black Bellamy, Hasting la patte raide et Liz la faucheuse, afin de remporter le prix du pirate de l'année. Mais ils doivent aussi déjouer les plans de la reine Victoria, qui hait les pirates et fait tout pour les faire capturer.

## Synopsis
À Londres, en 1837, la reine Victoria apprend que la Royal Navy domine les océans, à l'exception des pirates, qu'elle méprise. Pendant ce temps, le Capitaine Pirate, à la tête d'un équipage excentrique d'amateurs, décide de participer au concours annuel de Pirate de l'Année, où le gagnant est celui qui amasse le plus de trésors. Après plusieurs échecs à piller des navires sans valeur, ils croisent la route du HMS Beagle et capturent son seul occupant, Charles Darwin. Ce dernier reconnaît Polly, le "perroquet" de l'équipage, comme le dernier dodo vivant. Il propose de l'inscrire au concours de Scientifique de l'Année à la Royal Society de Londres, et le Capitaine accepte.
Le Capitaine et son équipage passent la nuit chez Darwin, qui tente de voler Polly avec l'aide de son chimpanzé dressé, Mr. Bobo, sans succès. Le lendemain, déguisés en scientifiques, les pirates participent au concours et remportent le premier prix grâce à Polly. La récompense est une rencontre avec la reine Victoria, qui exige que Polly rejoigne son zoo privé. Le Capitaine refuse et révèle accidentellement son identité. Sur le point d’être exécuté, il est sauvé par Darwin, qui informe la reine que seul le Capitaine sait où Polly est cachée. La reine lui accorde alors son pardon et ordonne à Darwin de retrouver Polly à tout prix.
Darwin et Mr. Bobo saoulent le Capitaine dans une taverne et tentent à nouveau de voler Polly. Ils sont poursuivis jusque dans la Tour de Londres, où la reine les attend. Elle offre au Capitaine un trésor suffisant pour remporter le titre de Pirate de l'Année en échange de Polly. Le Capitaine accepte et retourne auprès de son équipage. Lors de la cérémonie de Pirate de l'Année, le Capitaine est proclamé vainqueur, mais son rival, Black Bellamy, dévoile le pardon royal, ce qui le disqualifie en tant que pirate. Déchu de son titre et de ses trésors, il avoue avoir vendu Polly à la reine, provoquant la colère de son équipage qui l'abandonne.
À Londres, le Capitaine retrouve Darwin, qui découvre que la reine Victoria fait partie d'une société secrète de dirigeants mondiaux qui consomment des espèces en voie d'extinction, et que Polly sera le plat principal de leur prochain banquet. Le Capitaine et Darwin s’emparent d’un dirigeable pour intercepter le navire amiral de la reine, le QV1, tandis que Mr. Bobo rassemble l’équipage. À bord du QV1, le Capitaine et Darwin sauvent Polly juste avant d'être confrontés à la reine. Mr. Bobo et l'équipage arrivent en renfort, mais, en combattant la reine, ils déclenchent une explosion en mélangeant accidentellement du bicarbonate de soude et du vinaigre, scindant le navire en deux. La reine tente de fuir avec Polly dans le dirigeable, mais Polly se débat, et la reine la laisse tomber. Le Capitaine attrape Polly et s'échappe avec ses compagnons.
Le Capitaine fait l'objet de la plus grande prime jamais vue parmi les pirates, restaurant ainsi sa réputation. Darwin reste sur une île pour étudier d’autres créatures exotiques, tandis que le Capitaine reprend ses aventures avec son équipage, désormais accompagné de Mr. Bobo.

## Fiche technique
- Titre original :The Pirates! In an Adventure with Scientists au Royaume-Uni, The Pirates! Band of Misfits aux États-Unis, en Australie et en Nouvelle-Zélande
- Titre français : Les Pirates ! Bons à rien, mauvais en tout
- Titre québécois : Les Pirates! Bande de nuls
- Réalisation : Peter Lord et Jeff Newitt
- Scénario : Gideon Defoe, d'après son roman The Pirates! In an Adventure with Scientists
- 1ers assistants réalisateurs : Ben Barrowman, Richard Bowen
- Direction artistique : Sarah Hauldren, Phil Lewis, Matt Perry (superviseur), Matt Sanders
- Décors : Norman Garwood
- Directeur de la photographie : Charles Copping, Frank Passingham
- Photographe de plateau : Luke Smith II
- Musique : Theodore Shapiro
- Animation : Jo Fenton, Andy Symanowski
- Maquette : Andrew Bloxham, Andy Symanowski
- Distribution des voix : Brendan Donnison
- Technique d'animation : animation de pâte à modeler
- Production : Julie Lockhart, Peter Lord, David Sproxton, Susan Breen (productrice associée)
  - Production exécutive : Carla Shelley, Peter Lord, David Sproxton
- Sociétés de production : Aardman Animations et Sony Pictures Animation
- Sociétés de distribution : Columbia Pictures (États-Unis, sortie en salles), Sony Pictures Releasing France (France, sortie en salles)
- Budget : 55 millions de dollarsUS[1]
- Pays d'origine :  Royaume-Uni,  États-Unis
- Langue : anglais britannique et américain
- Format : couleur - 2,35 : 1
- Genre : animation
- Durée : 88 minutes
- Dates de sortie
  -  Royaume-Uni,  France : 28 mars 2012
  -  Canada,  États-Unis : 30 mars 2012
- Dates de sortie DVD :  France : 12 septembre 2012

Source : AlloCiné

## Distribution
- Hugh Grant (VF : Édouard Baer ; VQ : Daniel Picard) : le capitaine pirate
- Martin Freeman (VF : Rémi Bichet ; VQ : Nicolas Charbonneaux-Collombet) : Numéro 2
- Imelda Staunton (VF : Catherine Davenier ; VQ : Manon Arsenault) : la reine Victoria
- David Tennant (VF : Arnaud Bedouët ; VQ : François Caffiaux) : Charles Darwin
- Jeremy Piven (VF : Anatole de Bodinat ; VQ : Louis-Philippe Dandenault) : Black Bellamy
- Salma Hayek (VF : Caterina Murino ; VQ : Véronique Marchand) : Liz la faucheuse
- Lenny Henry (VF : Jean-Paul Pitolin ; VQ : Marc-André Bélanger) : Hasting la patte raide
- Brian Blessed (VF : Marc Alfos ; VQ : Normand D'Amour) : le roi pirate
- Russell Tovey (version britannique) et Anton Yelchin (version américaine) (VF : Hervé Grull ; VQ : Jean-François Beaupré) : le pirate albinos
- Brendan Gleeson (VF : Raphaël Cohen ; VQ : Sylvain Hétu) : le pirate à la goutte
- Ashley Jensen (VF : Marie-Eugénie Maréchal ; VQ : Kim Jalabert) : le pirate étonnamment plantureux
- Ben Whitehead (version britannique) et Al Roker (en) (version américaine) (VF : Frantz Confiac ; VQ : Widemir Normil) : le pirate qui aime les chatons et les couchers de soleil
- Mike Cooper (VF : Pierre Tessier ; VQ : Jacques Lavallée) : l'amiral Collingwood
- David Schneider (VQ : Hubert Fielden) : Scarlett Morgan

 Source et légende : version française (VF) sur RS Doublage et selon le carton du doublage français sur le DVD zone 2.
 Source et légende : version québécoise (VQ) sur Doublage.qc.ca

## Production
La production commence en 2007 après que Aardman a trouvé un nouveau partenaire : Sony Pictures Animation. Le film s'inspire librement du roman The Pirates! In an Adventure with Scientists de l'écrivain britannique Gideon Defoe. Ce film marque le retour de l'animation de pâte à modeler pour le studio Aardman après la réalisation en animation 3D de Souris City et Mission : Noël.

## Distinctions

### Récompense
- Prix de l'adaptation en doublage 2012-2013 (catégorie « film d'animation ») attribué à Bob Yangasa, pour l'adaptation française[6],[7].

### Nomination
- Oscars 2013 : Oscar du meilleur film d'animation (remporté par Rebelle).

## Anecdote
- Le titre français du film rappelle fortement une citation d'un classique de Marcel Pagnol. En effet, dans Le Schpountz (1937), le personnage de l'« Oncle » (Fernand Charpin) dit à son « incapable » de neveu, le « Schpountz » (Fernandel) : « Tu n’es pas bon à rien, tu es mauvais à tout ! ».